# 80 km (rejon gatczyński)
80 km (ros. 80 км) – przystanek kolejowy przy osiedlu dacz, w rejonie gatczyńskim, w obwodzie leningradzkim, w Rosji. Położony jest na linii Petersburg – Newel – Witebsk, w znacznym oddaleniu od stałych skupisk ludzkich.